# Debra Jo Fondren
Patti McGuire Monique St. Pierre
Debra Jo Fondren est un modèle de charme américaine. Elle a été Playmate du magazine Playboy en septembre 1977 puis fut choisie comme Playmate de l'Année (Playmate of the Year) en 1978. Le principal signe distinctif de Debra Fondren est sa très longue chevelure blonde : au moment de son apparition dans ‘’Playboy’’, ses cheveux descendaient à hauteur de ses genoux. 

## Biographie
Née à Los Angeles, elle habitait à Lumberton et était devenue serveuse dans un restaurant à Beaumont (Texas) et c’est lors d’un séjour à Las Vegas qu’elle fut repérée par le photographe de charme Robert Scott Hooper qui réalisa son dépliant central lorsqu’elle fut choisie comme playmate du mois de septembre 1977. Les photos illustrant son article s'attachèrent à mettre en valeur sa chevelure exceptionnelle. Outre la version US, Debra a été choisie comme Playmate du mois (éventuellement plus tard, la dernière fois en 1985) par six autres éditions internationales (Argentine, Brésil, Italie, Mexique, Japon et France). 
L’année suivante elle fut choisie pour être la 19e Playmate de l'Année (PMOY). L'automobile qu'elle reçut en cadeau était un coupé Datsun 280Z : ce fut la première fois qu'une voiture japonaise était offert à une Playmate de l’Année. Lors du grand rassemblement des playmates organisé en septembre 1979 pour le 25e anniversaire du magazine, elle fut une des 11 Playmates de l'Année présentes et photographiées avec le fondateur,. 
Elle entama alors une carrière dans le cinéma et la télévision, mais au cours des années 1980, se tourna pendant quelque temps vers le mouvement chrétien des « born again ».
Puis elle continua à poser et à apparaître dans de nombreuses vidéos Playboy au début des années 1990 ; plus tard, vers la fin des années 1990 et le début des années 2000, elle participa à plusieurs salons « Glamourcon » faisant la promotion de modèles de charme, playmates et autres. 
En 2004 elle cessa de collaborer à Playboy, trouvant qu'on s'y intéressait trop exclusivement au sexe. Elle s'orienta vers une nouvelle profession d'infirmière en exerçant dans plusieurs hôpitaux de Los Angeles, puis retourna vivre au Texas, à Beaumont, pour y travailler dans une école d'esthétique.

## Apparitions dans les vidéos Playboy
- Playmates In Paradise (1992)
- Playmates: the Early Years (1992)
- Sexy Lingerie V (1993)

## Apparitions dans les numéros spéciaux de Playboy
- Girls of Summer (1983)
- Book of Lingerie (1984)
- Girls of Summer 2 (1984)
- Playmates - The Second Fifteen Years (1984)
- Blondes, Brunettes & Redheads (1985)
- Cover Girls (1986)
- Playmates Of The Year (Novembre-Décembre 1986)
- 100 Beautiful Women (Novembre 1988)
- Book of Lingerie (Janvier-Février 1989)
- Book of Lingerie (Mai-Juin 1989)
- Blondes, Brunettes, Redheads (Février 1990)
- Nudes (Octobre 1990)
- Nudes (Décembre 1991)
- Women - Sexy, Sassy & Sophisticated (Octobre 1991)
- Book of Lingerie (Septembre-Octobre 1992)
- Calendar Playmates (Novembre 1992)
- Nudes (Décembre 1992)
- Book of Lingerie (Janvier-Février 1993)
- Blondes, Brunettes & Redheads (Septembre 1993)
- Book of Lingerie (Janvier-Février 1994)
- Book of Lingerie (Juillet-Août 1994)
- Wet & Wild Playmates (Septembre 1994)
- Pocket Playmates v1n3 (1982-1977)
- Nude Celebrities (Juillet 1995)
- Blondes (Octobre 1995)
- Bare, Beautiful & Blonde (1996)
- Facts & Figures (Octobre 1997)
- Classic Centerfolds (Juin 1998)
- Sizzling Celebrities (1998)
- Playmate Tests (Juin 1999)
- Book of Lingerie (Novembre-Décembre 1999)
- Celebrating Centerfolds Vol. 4 (Janvier 2000)
- Centerfolds Of The Century (Avril 2000)
- Playmates of the Year (Décembre 2000)
- Sexiest Playmates Octobre 2001)
- Girls Of Summer '90